# Mats van Kins
Mats van Kins (Leiden, 17 december 1998) is een Nederlands voormalig voetballer die doorgaans speelde als middenvelder. Tussen 2017 en 2021 was hij actief voor ADO Den Haag en VV Noordwijk.

## Clubcarrière
Van Kins speelde in de jeugd van RKVV Meerburg, UVS Leiden en RCL Leiderdorp. In de zomer van 2017 werd de middenvelder overgenomen door ADO Den Haag. Bij de Haagse club speelde hij mee in diverse wedstrijden in de voorbereiding. In oktober 2017 tekende hij zijn eerste professionele verbintenis bij ADO tot medio 2020, met een optie op een jaar extra. Zijn professionele debuut maakte Van Kins op 22 december 2017. In eigen huis werd die dag met 4–0 gewonnen van PEC Zwolle door twee treffers van zowel Erik Falkenburg als Bjørn Johnsen. Van Kins mocht van coach Alfons Groenendijk in de achtentachtigste minuut als invaller voor Abdenasser El Khayati binnen de lijnen komen. Begin 2020 maakte ADO bekend zijn contract niet te verlengen. Hierop tekende hij transfervrij bij VV Noordwijk. Een jaar later besloot hij te stoppen als voetballer.

## Clubstatistieken
| Seizoen | Club         | Competitie     | Competitie | Competitie | Beker | Beker | Internationaal | Internationaal | Totaal | Totaal |
| Seizoen | Club         | Competitie     | Wed.       | Dlp.       | Wed.  | Dlp.  | Wed.           | Dlp.           | Wed.   | Dlp.   |
| ------- | ------------ | -------------- | ---------- | ---------- | ----- | ----- | -------------- | -------------- | ------ | ------ |
| 2017/18 | ADO Den Haag | Eredivisie     | 1          | 0          | 0     | 0     | —              | —              | 1      | 0      |
| 2018/19 | ADO Den Haag | Eredivisie     | 0          | 0          | 0     | 0     | —              | —              | 0      | 0      |
| 2019/20 | ADO Den Haag | Eredivisie     | 0          | 0          | 0     | 0     | —              | —              | 0      | 0      |
| 2020/21 | VV Noordwijk | Tweede divisie | 5          | 0          | 1     | 0     | —              | —              | 6      | 0      |
| Totaal  | Totaal       | Totaal         | 6          | 0          | 1     | 0     | 0              | 0              | 7      | 0      |